# Stormfloden i Nordtyskland 1962

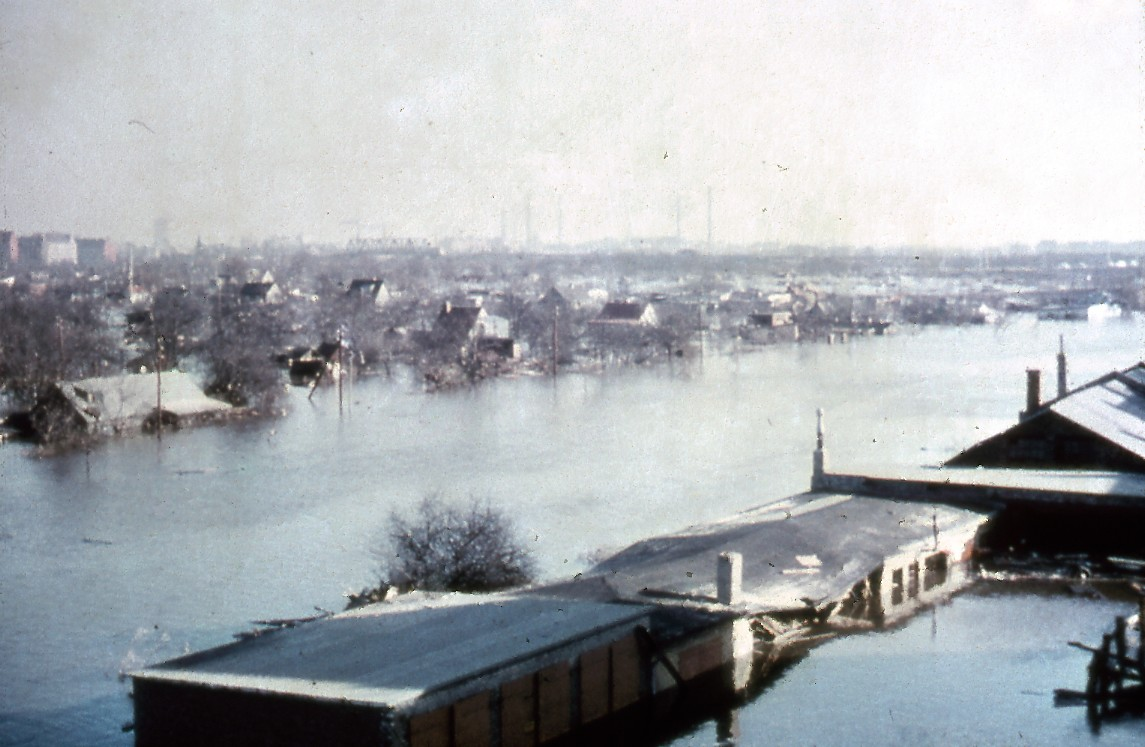
Översvämmat bostadsområde i stadsdelen Wilhelmsburg i Hamburg

Stormfloden i Nordtyskland 1962 (Sturmflut 1962, stormfloden 1962), Februarsturmflut 1962 (februaristormfloden 1962), Vincinette eller Zweite Julianenflut (Andra Julianastormfloden) inträffade den 15-16 februari 1962 (Heliga Julianas dag) vid den tyska Nordsjökusten och floderna Elbes och Wesers nedre delar.
Detta var den hittills högsta stormfloden öster om floden Jade. Skyddsvallarna i delstaten Niedersachsen skadades eller förstördes på 61 ställen. Främst området kring Elbe och dess bifloder påverkades.
Sammanlagt dog ca 340 personer i denna naturkatastrof. Cirka 28 000 lägenheter och hus blev skadade och ca 1 300 bostäder blev helt förstörda. Sammanlagt blev mer än 400 km skyddsvallar förstörda eller kraftigt skadade. Skadorna blev särskilt svåra i de områden som hade drabbats av 1953 års stormflod (Hollandsturmflut) och där skyddsvallarna ännu inte hade höjts.
Stormfloden drabbade även de tyska storstäderna Hamburg och Bremen hårt. I Hamburg drabbades särskilt stadsdelen Wilhelmsburg, där de flesta av stadens 315 dödsoffer rapporterades. En sjättedel av Hamburgs yta låg under vatten och kommunikationerna söderut var avbrutna. Räddningsarbetet i Hamburg samordnades av dåvarande senatorn och sedermera förbundskanslern Helmut Schmidt. I räddningsarbetet deltog militär från Nato och västtyska försvaret (Bundeswehr). Dessutom deltog cirka 25 000 civila i räddningsarbetet.
Översvämningarna nådde följande högsta vattennivåer: Bremerhaven:NN + 4,86 m, Cuxhaven:NN + 4,94 m, Grauerort:NN +5,70 m, Hamburg-St. Pauli: NN + 5,70 m

## Bilder

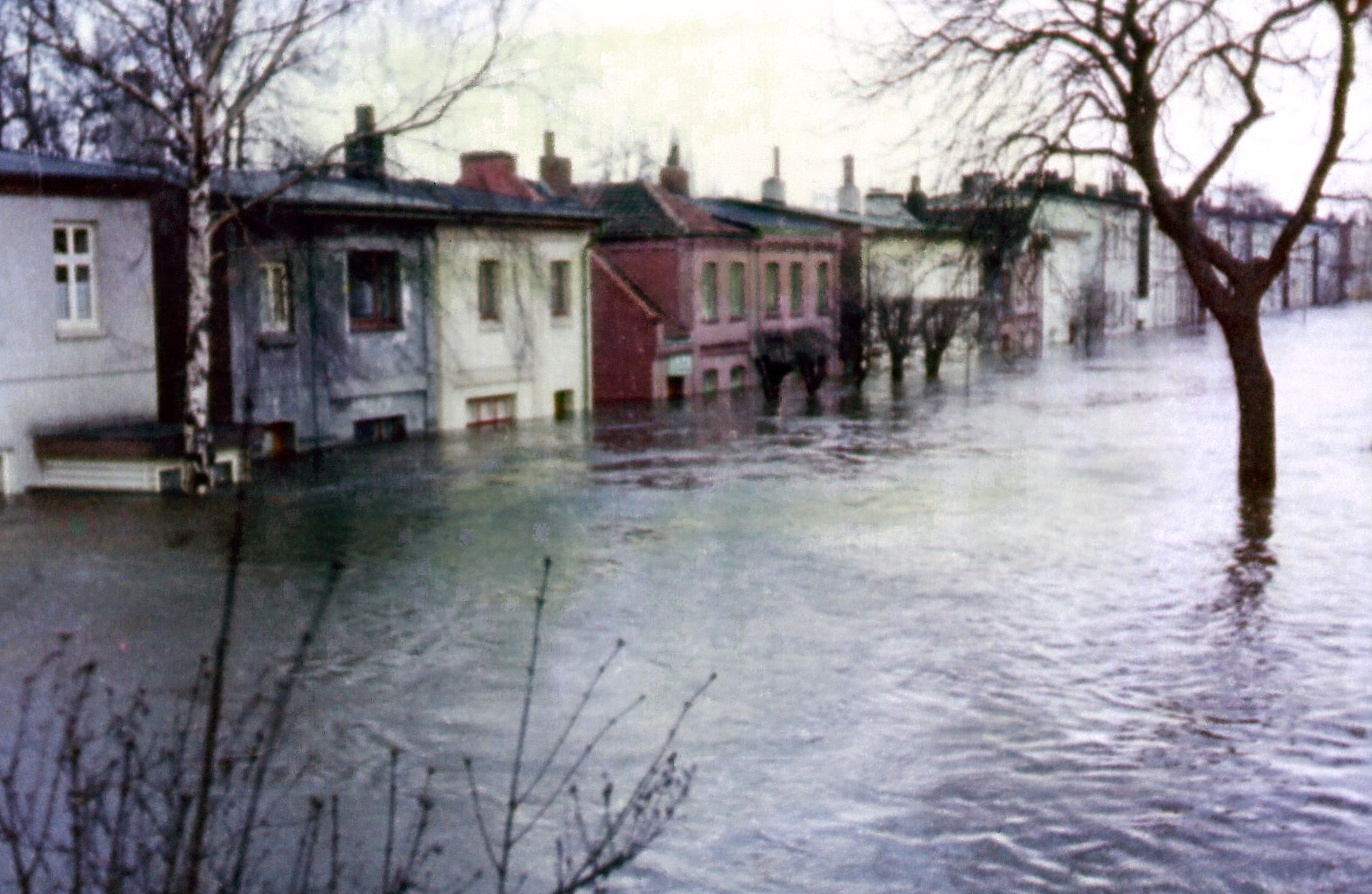
Översvämmade bostadshus i Wilhelmsburg
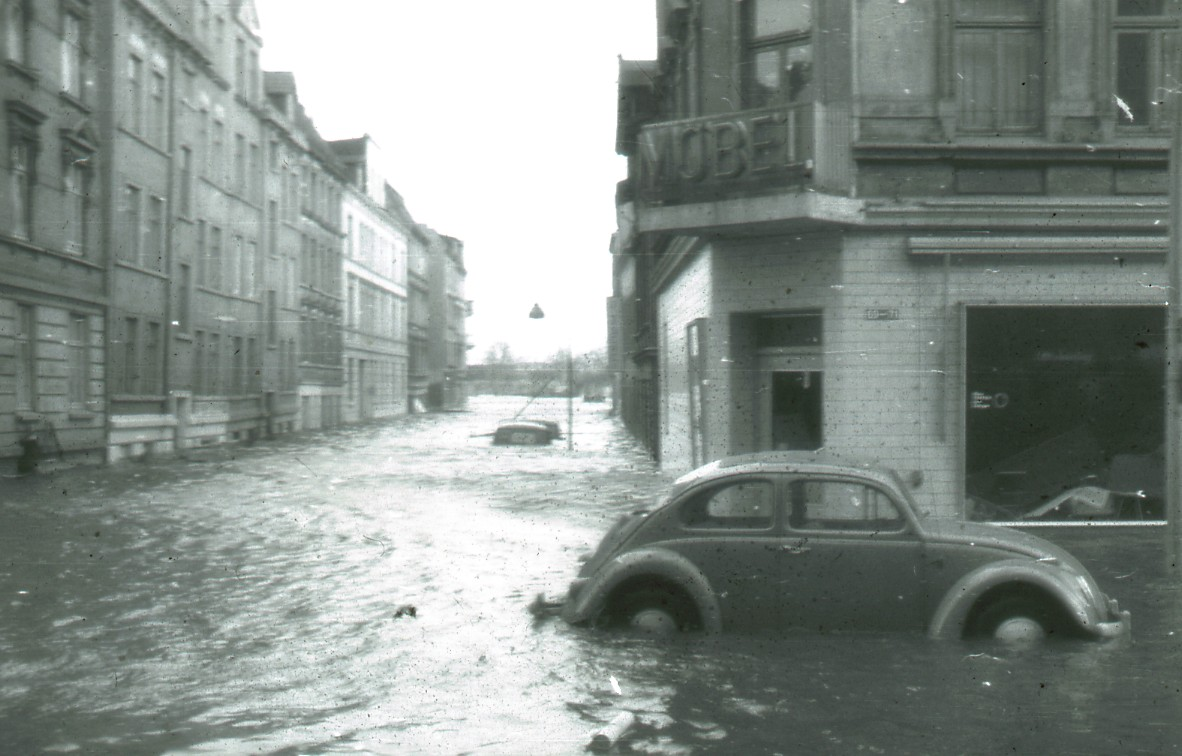
Översvämmad gata i Wilhelmsburg
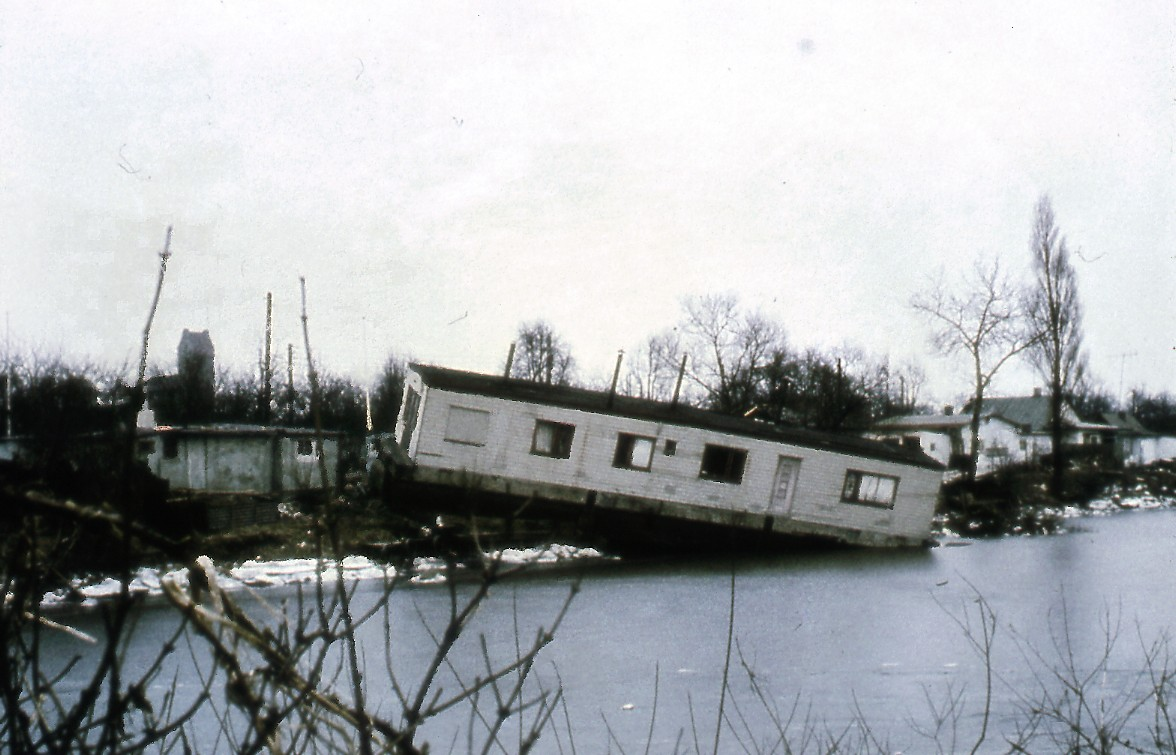
Förstörda bostäder i Wilhelmsburg
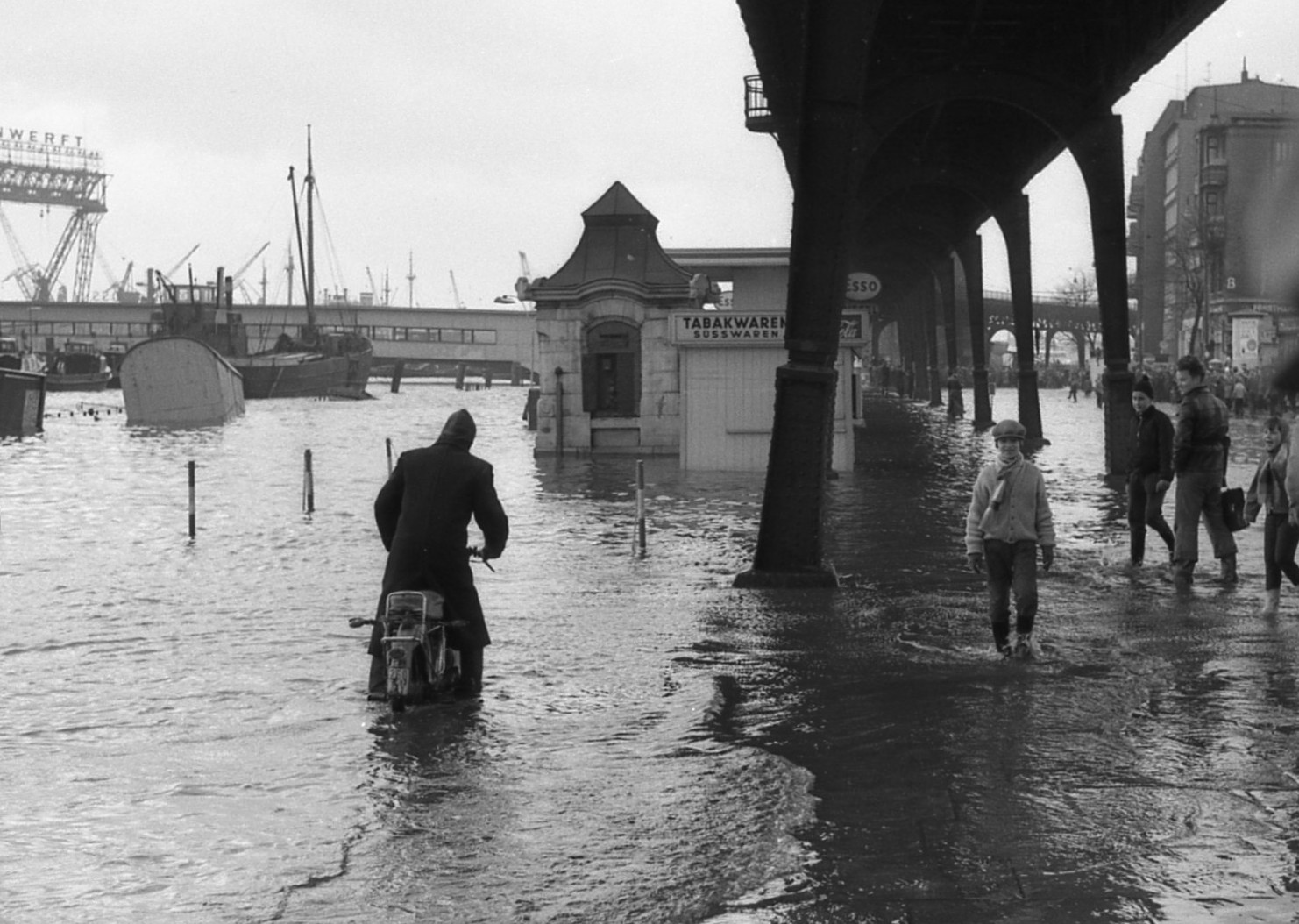
Översvämmade delar av hamnområdet i centrala Hamburg